# La Labor, Zamora
La Labor är en ort i Mexiko.   Den ligger i kommunen Zamora och delstaten Michoacán de Ocampo, i den centrala delen av landet, 300 km väster om huvudstaden Mexico City. La Labor ligger 1 584 meter över havet och antalet invånare är 149.
Terrängen runt La Labor är kuperad åt nordost, men åt sydväst är den platt. Runt La Labor är det ganska glesbefolkat, med 48 invånare per kvadratkilometer. Närmaste större samhälle är Zamora, 9,4 km sydväst om La Labor. I omgivningarna runt La Labor växer huvudsakligen savannskog.